# 오티스 레딩
오티스 레딩(Otis Redding, 1941년 9월 9일 ~ 1967년 12월 10일)은 미국의 싱어송라이터이다.

## 생애
1958년 가수 첫 데뷔하였고 1967년 미국 다큐멘터리 영화 《Shake! Otis at Monterey》로 영화배우 데뷔하였지만 그 해 갑자기 항공 사고사하였다.

## 유명세
그는 보통적으로 대한민국 국내에서는 《Can't turn you loose》와 《I've been loving you too long》라는 노래 작품의 각각 오리지널 원곡으로 대중적 히트한 가수로 널리 잘 알려져 있으며 R&B 음악 보컬 그룹 〈템테이션즈〉의 《My girl》이라는 노래 작품을 리바이벌하여 대중적 히트한 가수로도 널리 잘 알려져 있다.